# Eleição municipal de Juazeiro do Norte em 2000
A eleição municipal de 2000 em Juazeiro do Norte aconteceu em 1 de outubro de 2000, com o objetivo de eleger prefeito e vice-prefeito da cidade e membros da Câmara de Vereadores.
O prefeito titular era Mauro Sampaio, do PSD, que se encontrava apto á concorrer a reeleição. Quatro candidatos concorreram à prefeitura de Juazeiro do Norte. Carlos Cruz, do PFL, foi eleito com 52,09% dos votos.

## Candidatos
Nota: a tabela a seguir está organizada por ordem alfabética de candidatos.
| Prefeito(a)   | Prefeito(a) | Prefeito(a) | Coligação                                                                                 | Nº |
| Candidato(a)  | Partido     | Partido     | Coligação                                                                                 | Nº |
| ------------- | ----------- | ----------- | ----------------------------------------------------------------------------------------- | -- |
| Carlos Cruz   |             | PFL         | "Respeito e Cidadania" (PFL / PMDB / PDT / PPS / PPB / PSC / PTB / PSDC / PMN / PHS / PV) | 25 |
| Iris Tavares  |             | PT          | "Frente de Esquerda (Fé), Esperança do Povo" (PT / PSTU)                                  | 13 |
| Mauro Sampaio |             | PSD         | "Avança Juazeiro" (PSD / PSDB)                                                            | 41 |
| Salete Maria  |             | PCdoB       | "União Popular" (PCdoB / PSB / PAN)                                                       | 65 |

## Resultado

### Prefeito
| Partido | Partido | Candidato     | Votos  | Votos (%) |
| ------- | ------- | ------------- | ------ | --------- |
|         | PFL     | Carlos Cruz   | 47 287 | 52,09%    |
|         | PT      | Iris Tavares  | 35 106 | 38,67%    |
|         | PSD     | Mauro Sampaio | 8 131  | 8,96%     |
|         | PCdoB   | Salete Maria  | 253    | 0,28%     |
| Totais  | Totais  | Totais        | 90 777 |           |
| Fonte:  |         |               |        |           |

### Vereadores eleitos
| Candidato(a)          | Partido | Votação           | Votação |       |
| --------------------- | ------- | ----------------- | ------- | ----- |
| Candidato(a)          | Partido | Hermogenes Soares | PFL     | 2.502 |
| Raimundo Alencar      | PPS     | 2.338             |         |       |
| Pedro Borges          | PFL     | 2.182             |         |       |
| João Alves            | PPS     | 2.078             |         |       |
| Tarso Magno           | PHS     | 1.873             |         |       |
| Ronaldo Couto         | PPS     | 1.755             |         |       |
| Luiz Kleber           | PSD     | 1.638             |         |       |
| Rita Quesada          | PTB     | 1.628             |         |       |
| Francisco Pinheiro    | PSD     | 1.545             |         |       |
| Francisco Vieira      | PHS     | 1.542             |         |       |
| Manoel Santana        | PT      | 1.282             |         |       |
| Degivan Gonçalves     | PHS     | 1.229             |         |       |
| Nivaldo Cabral        | PMDB    | 1.204             |         |       |
| Valmir Domingos       | PFL     | 1.195             |         |       |
| José de Amélia        | PSD     | 1.111             |         |       |
| Fábio José Cavalcanti | PSTU    | 1.106             |         |       |
| Francisco Firmino     | PSD     | 1.100             |         |       |
| José Newton           | PSDC    | 1.076             |         |       |
| Raimundo de Sá        | PFL     | 1.062             |         |       |
| Tarcísio Landim       | PSDB    | 1.007             |         |       |
| José Rodrigues        | PAN     | 784               |         |       |